# Rabbi (Gelehrter)
Als Rabbi (hebräisch רַבִּי, deutsch wörtlich „mein Lehrer“ oder „mein Meister“, Plural: Rabbinen oder Rabbis) werden seit dem Altertum jüdische Gelehrte bezeichnet, die die Vorschriften der Tora auslegen. Das Wort stammt vom hebräischen Substantiv Raw oder Rav (רַב) und bedeutet im Tanach „Großer, Bedeutender“. Als Titel oder mit dem Possessivsuffix -i (י-) kommt es dort nicht vor. Erst seit 70 n. Chr. wurde Rabbi auch als Ehrentitel und Anrede für besonders schriftkundige Gelehrte verwendet.
Der Rabbiner als das heute bekannte geistliche Oberhaupt einer jüdischen Gemeinde entstand erst im Mittelalter.

## Altertum

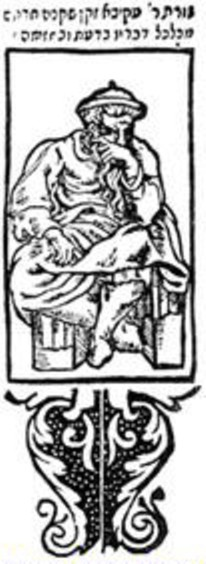
Rabbi Akiba (ca. 50–132), Illustration in der Mantua-Haggadah von 1560

Als Rabbinen im engeren Sinn bezeichnet man die Toragelehrten des Altertums seit Esra, vor allem die Tannaiten und Amoräer. Sie waren Interpreten der schriftlich und mündlich überlieferten Tora und gingen daneben einem gewöhnlichen Beruf nach, mit dem sie ihren Lebensunterhalt verdienten. Im ersten Jahrhundert bis zur Zerstörung des zweiten Jerusalemer Tempels (70 n. Chr.) gehörten diese Toraausleger in Palästina überwiegend zur jüdischen Richtung der Pharisäer. So werden sie vom jüdischen Historiker Josephus Flavius und im Neuen Testament (NT) beschrieben. Die jüdische Tradition führt sie bis auf Moses zurück, indem sie ihn als Mosche Rabbenu („Moses unser Lehrer“) bezeichnet.
Stemberger (2019) konstatiert, dass der Titel „Rabbi“ in Quellen zu finden sei, die nach der Zerstörung des Jerusalemer Tempels geschrieben wurden. Dennoch habe die „rabbinsche Bewegung“ ihre Vorläufer, so etwa in den Tannaiten bzw. Zugot. Die Rabbinen sieht er als die Gruppe an, die die pharisäischen Traditionen sowie die, der Schriftgelehrten fortführten. Die Anrede „Rabbi“ verlor nach dem Jahre 70 die reine Bedeutung eines Possesivsuffixes, also „mein Lehrer“, „mein Meister“. Rabbi wurde nunmehr ohne einen direkten Bezug aus einem Schüler/Meister-Verhältnis zum Titel. Die Rabbinen waren Teil der pharisäischen Gemeinschaft, Kundige und Spezialisten der Speise- und Reinheitsgesetze sowie den übrigen heiligen und religiösen Texten.

## Talmudische Zeit
In der Mischna bezeichnet Raw einen Meister, im Gegensatz zum Sklaven. Die ältesten Belege für die Bezeichnung Rabbi – die sephardische wie auch die jemenitische Schreibweise und Aussprache lautet dagegen Ribbi (רִבִּי) – in der Bedeutung „mein Lehrer“, „mein Meister“ stammen aus der Zeit kurz nach der Zerstörung des zweiten Tempels durch die Römer im Jahr 70. Bald danach setzte ein Bedeutungswandel des Wortes ein, bei dem das Possessivsuffix „mein“ (-i) seine Bedeutung verlor und der Titel Rabbi neu auch ohne Bezug zwischen Schüler und Lehrer als Titel für Gelehrte verwendet wurde. In assyrischen Keilschrifttexten um 1800 v. Chr. bezeichnet rabi eine hohe Funktion, manchmal übersetzt mit Großer.
Der Titel Rabbi wurde in talmudischer Zeit nur an ordinierte Gelehrte in Eretz Israel verliehen und bezeichnet folglich entweder einen Tannaiten oder palästinischen Amoräer, während die Gelehrten in Babylonien, die nicht ordiniert wurden, den Titel Raw trugen. Die Rabbinen der talmudischen Zeit waren Interpreten der schriftlich und mündlich überlieferten Gesetze und gingen daneben einer beruflichen Tätigkeit nach, mit der sie ihren Lebensunterhalt verdienten.

## Neues Testament
Im Urchristentum trägt Jesus den Titel Rabbi, beispielsweise in Mk 9,5  und Joh 1,38 . Meist steht dafür als griechische Übersetzung altgriechisch διδάσκαλος didáskalos, deutsch ‚Lehrer‘, entsprechend heißen seine Anhänger Schüler (Sing. altgriechisch μαθητής mathäthäs, deutsch ‚Schüler‘). Statt ‚Lehrer‘ und ‚Schüler‘ übersetzen aber die meisten deutschen Bibelübersetzungen wie Luther mit ‚Meister‘ und ‚Jünger‘.
Die Stelle in Mt 23,7-8 , in der die Pharisäer und Schriftgelehrten unter anderem dafür kritisiert werden, dass sie gern „auf dem Markt gegrüßt und von den Leuten Rabbi genannt werden“, könnte darauf hinweisen, dass Rabbi ein erst kurz vorher eingeführter Titel war.

## Gegenwart
Im heutigen deutschen Sprachgebrauch wird „Rabbi“ als Ehrentitel für einen Tora- und Talmudgelehrten verwendet, im modernen Hebräisch auch in der Bedeutung „Herr“. Im Englischen hat rabbi (ausgesprochen [ˈræbaɪ]) sowohl die Bedeutung Rabbi wie Rabbiner. Im Deutschen wird deshalb oft der Rabbiner nach englischer Schreibweise als Rabbi bezeichnet.